# جامعة آل البيت
جامعة آل البيت، هي جامعة أردنية رسمية تقع في مدينة المفرق على بعد تسعة وستين كيلو مترًا من العاصمة عمان، في محافظة المفرق في شرقي الأردن. أسست في عام 1993 على مساحة 7.539 كم² بناء على توجيهات ملكية لتكون جامعة عالمية.

## تاريخ الجامعة
في 17 أغسطس 1992 (18 صفر 1413 هـ) صدر المرسوم الملكي بإنشاء جامعة آل البيت. كما جاء في الرسالة الملكية، وكان تأسيس الجامعة لتلبية حاجة ملحة لنوع جديد من الجامعات. واحد يجمع بين متطلبات المنهجية العلمية في التدريس والبحث، من جهة، ومتطلبات العقيدة ووضوح الرؤية على الآخرين. وفي 16 ديسمبر 1992 (21 جمادى الثاني 1413 هـ)، صدر مرسوم ملكي بالموافقة على تشكيل لجنة آل البيت الملكية الخاصة، برئاسة صاحب السمو الملكي الأمير حسن بن طلال، وعضوية مجموعة مختارة رفيعة المستوى من العلماء والمفكرين من الأردن وأجزاء أخرى من العالم الإسلامي. كانت المهمة الرئيسية لهذه اللجنة هي إرساء أساس الجامعة، وتقديم قراراتها بشأن المسائل التشغيلية والإدارية إلى جلالة الملك الحسين بن طلال لاعتماده -قراره النهائي-.
صدر المرسوم الملكي بشأن تعيين أول رئيس لجامعة آل البيت في 22 مايو 1993 (1 ذو الحجة 1414 هـ). بعد ذلك مباشرة، تم إنشاء عدد من اللجان الإدارية والأكاديمية والفنية لتنفيذ مهمة إنشاء الجامعة، كل حسب المسؤوليات المسندة إليه.
بعد الانتهاء من بنيتها التحتية، وتوظيف أعضاء هيئة التدريس، وتحديد دوراتها وبرامجها، كانت الجامعة جاهزة لاستقبال أول مجموعة من الطلاب في 1 أكتوبر 1994. تحت رعاية جلالة الملك حسين، وحضور صاحب السمو الملكي افتتح ولي العهد الأمير حسن بن طلال، جامعة آل البيت رسميا في 6 مارس 1995 (6 رمضان 1415 هـ).

## مرافق الجامعة
تحتوي الجامعة على عشر كليات موزعة ما بين الإنسانية والعلمية والمهن الطبية المساندة، وتدرس تسعة وثلاثين تخصصاً ضمن برنامج البكالوريس.
- الكليات

1. كلية الأمير الحسين بن عبد الله لتكنولوجيا المعلومات
2. كلية الأميرة سلمى بنت عبد الله للتمريض
3. كلية الاقتصاد والعلوم الإدارية
4. كلية الشريعة
5. كلية القانون
6. كلية الآداب والعلوم الإنسانية
7. كلية العلوم
8. كلية الهندسة
9. كلية العلوم التربوية
10. كلية علوم الطيران

- العمادات

1. عمادة البحث العلمي
2. عمادة شؤون الطلبة
3. عمادة الدراسات العليا

- المعاهد

1. معهد بيت الحكمة
2. معهد الفلك وعلوم الفضاء
3. المعهد العالي للدراسات الإسلامية
4. معهد علوم الأرض والبيئة

## التخصصات

### الدبلوم
- دبلوم التربية
- دبلوم صعوبات التعلم
- دبلوم الإدارة المدرسية

### البكالوريوس
| - الفقه وأصوله - أصول الدين - الإمامة والوعظ الإرشادي - القانون - اللغة الإنجليزية وآدابها - اللغة الفرنسية وآدابها - اللغة العربية وآدابها - التاريخ - إيطالي - إنجليزي - إسباني - إنجليزي - الرياضيات - الفيزياء - الكيمياء | - العلوم الحياتية - التحاليل الطبية - هندسة العمارة - الهندسة المدنية - هندسة المساحة - هندسة الطاقة المتجددة - التمريض - علم الحاسوب - نظم المعلومات الحاسوبية - نظم المعلومات الإدارية - تربية الطفل - التربية الخاصة - معلم صف | - التربية البدنية - علوم الطيران - المراقبة والملاحة الجوية - العلوم السياسية - علوم الأرض والبيئة التطبيقية - نظم المعلومات الجغرافية والاستشعار عن بعد - نظم المعلومات المالية والمصرفية - المحاسبة وقانون الأعمال - نظم المعلومات المحاسبية - التمويل والمصارف - إدارة الأعمال - اقتصاديات المال والأعمال - المحاسبة |

### الماجستير
| - الفقه وأصوله - أصول الدين - القضاء الشرعي - القانون - الملكية الفكرية - التاريخ - اللغة العربية وآدابها - اللغة الإنجليزية/اللغويات - اللغة الإنجليزية/الأدب والنقد - الفيزياء - العلوم الحياتية - الكيمياء | - الرياضيات - الاقتصاد والتعاون الدولي - اقتصاديات المال والأعمال - إدارة الأعمال - الإدارة العامة - التمويل والمصارف - المحاسبة - علم الحاسوب - تكنولوجيا المعلومات والاتصالات في التربية - الإدارة التربوية - المناهج والتدريس/الرياضيات - تعليم اللغة الإنجليزية بالحاسوب | - المناهج والتدريس/اللغة العربية - السياسات التربوية - المناهج والتدريس/العلوم - المناهج والتدريس/اللغة الإنجليزية - المناهج والتدريس/المناهج العامة - المناهج والتدريس/الدراسات الاجتماعية - علم الفلك - الاقتصاد والمصارف الإسلامية - مناهج التربية الإسلامية وأساليب تدريسها - العلوم السياسية - موارد المياه والبيئة - الجيولوجيا التطبيقية - تمريض صحة البالغين المتقدم - تمريض صحة المجتمع |

### الدكتوراه
- الفقه وأصوله
- اللغة العربية

## الكليات

### كلية الأمير الحسين بن عبد الله لتكنولوجيا المعلومات
فتحت كلية تكنولوجيا المعلومات في جامعة آل البيت أبوابها للطلاب في 2001/2002 مع اثنين من برامج البكالوريوس، وبرنامج واحد للدراسات العليا.
برنامج البكالوريوس الأول برنامج علم الحاسوب CS، والبرنامج الثاني هو برنامج نظم المعلومات، والتي تقسم إلى فرعين هما:
نظم المعلومات الحاسوبية CIS ونظم المعلومات الإدارية MIS.
وبرنامج الدراسات العليا ماجستير في تكنولوجيا المعلومات والاتصالات في التعليم. وتم تصميم هذه البرامج الجامعية لمواكبة الإتجاهات الجديدة في مجال تقنية المعلومات التي أصبحت واسعة الانتشار، ولتغطية احتياجات السوق المحلية والإقليمية والدولية، ومن هذه الاتجاهات: البرمجة، شبكات الإنترنت، التجارة الإلكترونية، التعليم الإلكتروني، وأمن المعلومات.
وتمنح الكلية الدرجات العلمية التالية:
1. درجة البكالوريوس في تخصصات علم الحاسوب، ونظم المعلومات الحاسوبية، نظم المعلومات الإدارية.
2. درجة الماجستير في تخصصات علم الحاسوب، وتكنولوجيا المعلومات والاتصالات في التربية.

ويتضمن برنامج علم الحاسوب متطلبات أساسية في لغات البرمجة، وهياكل البيانات، الخوارزميات، وهندسة الكمبيوتر، شبكات الحاسوب، أنظمة إدارة قواعد البيانات، وأمن المعلومات.
والفرق الرئيسي بين نظم المعلومات الحاسوبية وعلم الحاسوب هو أن نظم المعلومات تؤكد أساسيات وتطبيقات نظم المعلومات، بما في ذلك تخزين المعلومات واسترجاعها على شبكة الإنترنت.
وقد تأثر تصميم برنامج نظم المعلومات الإدارية باحتياجات العديد من شركات تكنولوجيا المعلومات في البلاد، والتي أظهرت الحاجة لمهنيي الكمبيوتر والمحاسبة، ومهارات اللغة الإنجليزية. ومن المتوقع أن مهارات اللغة الإنجليزية لجميع الطلاب الجامعيين في كلية تكنولوجيا المعلومات سوف تتحسن عن طريق استخدام هذه اللغة كلغة رئيسية في برامج هذه الكلية.
يختلف برنامج نظم المعلومات الإدارية عن باقي البرامج الجامعية في جانبيين رئيسيين:
أولاً: المتطلبات الأساسية للبرنامج تشتمل على مناهج في إدارة الأعمال وإدارة الموارد البشرية، والتسويق، والمحاسبة.
ثانياً: يتم التعامل مع نظم المعلومات الإدارية المشتركة على نطاق واسع.
ومن الأمثلة على ذلك الإدارة المالية، وإدارة الإنتاج، والتسويق الإلكتروني، وأنظمة سير العمل.
تهدف كلية تكنولوجيا المعلومات لإعطاء الطلاب مهارات حل المشكلات، تجربة التدريب العملي، والوعي بأهمية تكنولوجيا المعلومات لتقدم المجتمع. والهدف من التدريب العملي هو ضمان فهم صلة تكنولوجيا المعلومات بالأعمال الحالية.
وتحتوي كلية تكنولوجيا المعلومات على عشر مختبرات للحاسوب، والتي تحتوي على حوالي 230 جهاز حاسوب، كما تحتوي على مركز (الرخصة الدولية لقيادة الحاسوب ICDL).

### كلية الشريعة
أسست كلية الشريعة (التي كانت تسمى كلية الدراسات الفقهية والقانونية سابقاً) مع بداية تأسيس الجامعة في شهر تشرين أول عام 1994 تحقيقاً لأهداف التعليم العالي في المملكة الأردنية الهاشمية وافتتحت أبواب الدراسة فيها منذ ذلك التاريخ على مستوى البكالوريوس والماجستير والدكتوراه لتكون مركزا أكاديميا وعلميا متميزا في مجال العلوم الشرعية والدراسات الإسلامية.
تحظى كلية الشريعة بمكانة متميزة بين سائر كليات الجامعة إذ تسهم في تحقيق رسالة جامعة آل البيت، لتجمع بين الأصالة والمعاصرة في تعليم العلوم الشرعية المختلفة. ووفق هذا النهج أخذت الكلية على عاتقها إعداد الأجيال من خلال البرامج التي تطرحها على مستوى البكالوريوس والماجستير والدكتوراه. وتضم الكلية حاليا ثلاثة أقسام أكاديمية وهي: (قسم أصول الدين، قسم الفقه وأصوله، قسم الدعوة والإرشاد).
وتمنح الدرجات العلمية التالية:
1. درجة البكالوريوس في تخصصات أصول الدين، والفقه وأصوله، والإمامة والوعظ والإرشاد.
2. درجة الماجستير في تخصصات أصول الدين، والفقه وأصوله، والقضاء الشرعي.
3. درجة الدكتوراه في تخصص الفقه وأصوله.

كما تتطلع الكلية إلى استحداث مزيد من التخصصات الجديدة لمواكبة التطورات العلمية حيث يجري العمل على اعتماد قسم الدعوة والإرشاد، وتأسيس قسم الدراسات باللغة الإنجليزية ليكون قسما أكاديميا فريدا ليس على المستوى المحلي، بل والإقليمي والعالمي.

## وصلات خارجية
- الموقع الرسمي لجامعة آل البيت باللغة العربية.